# Caught Up (album)
Albums de Millie Jackson
I Got to Try It One Time
(1974) Still Caught Up
(1975)
Singles
1. I'm Through Trying to Prove My Love To You
Sortie : 1974
2. The Rap
Sortie : 1975

Caught Up est le quatrième album studio de Millie Jackson, sorti en 1974.
L'album, qui s'est classé 4e au Top R&B/Hip-Hop Albums et 21e au Billboard 200, a été certifié disque d'or le 20 janvier 1975 par la RIAA.
La chanson (If Loving You Is Wrong) I Don't Want to Be Right a été écrite par Homer Banks, Carl Hampton et Raymond Jackson pour Stax Records et été interprétée par de nombreux artistes, notamment Luther Ingram en 1972. Elle évoque une relation amoureuse adultère à la fois du point de vue de la maîtresse et du mari volage. Les deux expriment leur désir de continuer bien qu'ils conviennent que la relation est moralement répréhensible.

## Liste des titres
| No | Titre                                                       | Durée |
| -- | ----------------------------------------------------------- | ----- |
| 1. | (If Loving You Is Wrong) I Don't Want to Be Right           | 3:56  |
| 2. | The Rap                                                     | 5:53  |
| 3. | (If Loving You Is Wrong) I Don't Want to Be Right (Reprise) | 1:13  |
| 4. | All I Want is a Fighting Chance                             | 2:37  |
| 5. | I'm Tired of Hiding                                         | 3:51  |
| 6. | It's All Over but the Shouting                              | 2:51  |
| 7. | So Easy Going, So Hard Coming Back                          | 4:07  |
| 8. | I'm Through Trying to Prove My Love to You                  | 5:48  |
| 9. | Summer (The First Time)                                     | 5:43  |